# Hortlax distrikt
Hortlax distrikt är ett distrikt i Piteå kommun och Norrbottens län. Distriktet ligger omkring Hortlax i södra Norrbotten.

## Tidigare administrativ tillhörighet
Distriktet inrättades 2016 och utgörs av en del av området som Piteå stad omfattade till 1971, delen som före 1967 utgjorde Hortlax socken.
Området motsvarar den omfattning Hortlax församling hade 1999/2000.

## Tätorter och småorter
I Hortlax distrikt finns sex tätorter och åtta småorter.

### Tätorter
- Bergsviken
- Blåsmark
- Hemmingsmark
- Hortlax
- Jävre
- Övermarken, Skatan och Maran

### Småorter
- Fagerudden (del av)
- Grundvik
- Grundvik södra
- Hemlunda
- Småkärrsuddsvägen
- Svedjan och Träsket
- Tallbacken
- Vitsand (del av)